# Le Bouclier du tonnerre
 (février 2024).
- Si vous ne connaissez pas le sujet, laissez ce bandeau (vous pouvez alors contacter les auteurs).
- Si vous supprimez le contenu mis en cause (vous pouvez préalablement contacter les auteurs),

argumentez précisément cette suppression dans la page de discussion
(un manque de référence n'est pas un argument ; une recherche réelle de référence doit avoir été effectuée, être formellement documentée).
Le Bouclier du tonnerre (titre original : Shield of Thunder), est un roman historique de David Gemmell paru en 2006 en anglais et en 2008 en français (traduction de Rosalie Guillaume pour les éditions Bragelonne).
Il appartient au Cycle de Troie.

## Résumé
Adulé, détesté ou pleuré, Argurios est devenu un héros. Troie et Hélicon ont survécu aux menaces qui pesaient sur leurs existences. Tandis que le Prince de Dardanie se remet très péniblement de ses blessures, trois nouveaux venus rejoignent la cité aux puissantes murailles. Pira la prêtresse fugitive et les mercenaires Calliadès et Banoclès. Tandis que d’immenses festivités se préparent, les feux de la guerre couvent sur les terres thraces qui séparent les Troyens des Achéens.

## Personnages
- Hélicon, Prince de Dardanie
- Halysia, 2e épouse d’Anchise
- Diomède, jeune demi-frère d’Hélicon
- Priam, roi de Troie
- Hécube, reine de Troie
- Hector, prince de Troie, héros commandant le Cheval (la cavalerie troyenne)
- Laodice, fille de Priam
- Agathon, fils de Priam
- Andromaque, fiancée d’Hector
- Agamemnon, chef des Mycéniens
- Ulysse, roi d’Ithaque
- Pira, prêtresse fugitive
- Calliadès, mercenaire
- Banoclès, mercenaire
- Kolanos, pirate mycénien
- Gershom, de son vrai nom Moses, frère de Ramsès et fils de Pharaon

## Commentaires
- Le personnage de Banoclès reprend beaucoup à ceux de Bison (Les Guerriers de l’hiver) et de Beltzer (La Quête des héros perdus).